# طوطی‌های کاکا
سردهٔ طوطی‌های کاکا (نام علمی: Nestor) یکی از دو سردهٔ موجود از تیرهٔ طوطی‌ان نیوزیلندی (Strigopidae) است. آنها همراه با کاکاپو و طوطی‌های منقرض‌شده در سردهٔ Nelepsittacus، بالاتیرهٔ طوطی‌واران نیوزیلندی (Strigopoidea) را تشکیل می‌دهند. سردهٔ طوطی‌های کاکا شامل دو گونه طوطی موجود از نیوزلند و دو گونه منقرض‌شده از جزیرهٔ نورفک استرالیا و جزیره چتم در نیوزیلند است. همه گونه‌ها پرندگان تنومند بزرگ با دم‌های کوتاه متمایل به چهارگوش هستند. یکی از ویژگی‌های بارز این سرده، زبان است که نوک آن با حاشیه‌ای مومانند است. شباهت سطحی این زبان به زبان شهدطوطی‌تباران سبب شده است که برخی از آرایه‌شناسان این دو گروه را نزدیک به هم مرتبط بدانند، اما شواهد دی‌ان‌ای نشان می‌دهد که این دو گروه با هم مرتبط نیستند.
در سال ۲۰۱۲ لئو جوزف و همکارانش پیشنهاد کردند که سردهٔ Nestor باید در تیرهٔ خودش، Nestoridae قرار گیرد. این پیشنهاد در فهرست پرندگان جهان پذیرفته نشد و به جای آن Nestor با سردهٔ Strigops در تیرهٔ طوطیان نیوزیلندی (Strigopidae) قرار می‌گیرد.

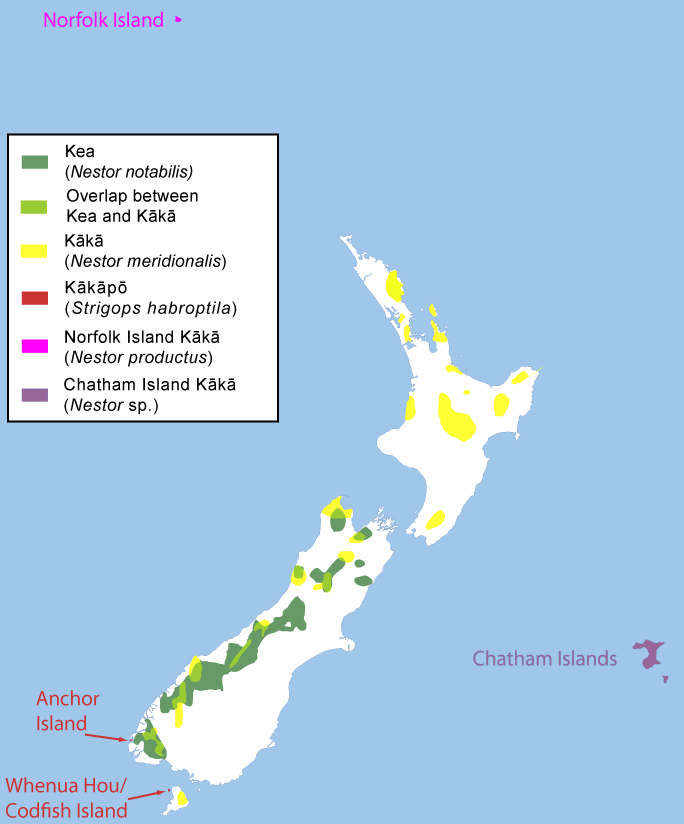
پراکنش کنونی گونه‌های موجود و همچنین پراکنش پیشین گونه‌های جزیره‌ای منقرض‌شده